# Úrsula Céspedes
Úrsula Céspedes (Bayamo, 1832-Santa Isabel de las Lajas, 1874) fue una poetisa y maestra cubana, fundadora de la Academia Santa Úrsula en Manzanillo.

## Biografía
Úrsula Céspedes nace el 21 de octubre de 1832, en la Hacienda La Soledad, muy cercana a la ciudad de Bayamo, en el oriente cubano. Recibió la primera enseñanza en su propio hogar donde aprendió música y francés. En 1854 Úrsula visita Villa Clara, donde conoció a Ginés Escanaverino con quien, tres años después contrajo matrimonio. En 1858 obtiene el título de maestra y junto a su esposo, pensionado por el municipio, funda en Bayamo, la Academia "Santa Úrsula" para la enseñanza femenina. Se trasladaron a La Habana, donde permanecieron los años de 1863 a 1865. Posteriormente su esposo obtiene por oposición el cargo de director de la escuela superior para varones de San Cristóbal, donde Úrsula imparte clases para niñas en el mismo lugar.
Muertos sus hermanos y su padre, la persecución desatada contra su familia y la pérdida de todos sus bienes los hace trasladarse a Santa Isabel de las Lajas, donde fallecería el 2 de noviembre de 1874.

## Obra
Cuando la poetisa Úrsula Céspedes Orellano compone sus primeros versos, recibe el apoyo de su pariente Carlos Manuel de Céspedes, quien incluso le escoge su primer seudónimo La Calandria. Por esta época Carlos Manuel todavía vivía en Bayamo. Sus primeros poemas los había publicado en 1855 en Semanario Cubano y El Redactor de Santiago de Cuba, de la capital oriental, utilizando a veces los seudónimos de «La Serrana» y «Carlos Enrique Alba». Colaboró en La Regeneración de Bayamo, La Antorcha, de Manzanillo, La Alborada y Eco de Villa Clara, de Santa Clara, El Fomento y Hoja Económica, de Cienfuegos, Corre de Trinidad y La Abeja, de Trinidad, La Prensa y El Kaleidoscopio, La Idea y Cuba Literaria de La Habana y La Moda Elegante, de Cádiz. En 1861 publicó su libro «Ecos de la Selva» con prólogo de Carlos Manuel de Céspedes en el que El padre de la Patria Cubana escribió: «Por eso sus versos a pesar de los defectos que adolecen, arrebatan y seducen; ella pinta lo que siente; pero lo hace con tanta verdad de colorido, que su sentimiento se transmite como el fluido magnético al corazón de los que oyen sus acentos inspirados». Póstumamente su esposo publicó «Cantos Postreros» en reducida edición privada. En 1948 la Dirección de Cultura del Ministerio de Educación publicó una selección de sus poesías.

## Libros publicados
- Ecos de la slva. Santiago de Cuba. Imprenta de Espinal y Díaz, 1861.
- Cantos postreros. Cienfuegos. Imprenta del Boletín Mercantil, 1875.
- Poesías. Prólogo y selección de Juan J. Remos. La Habana, Dirección de Cultura, 1948.